# Domäne Calenberg

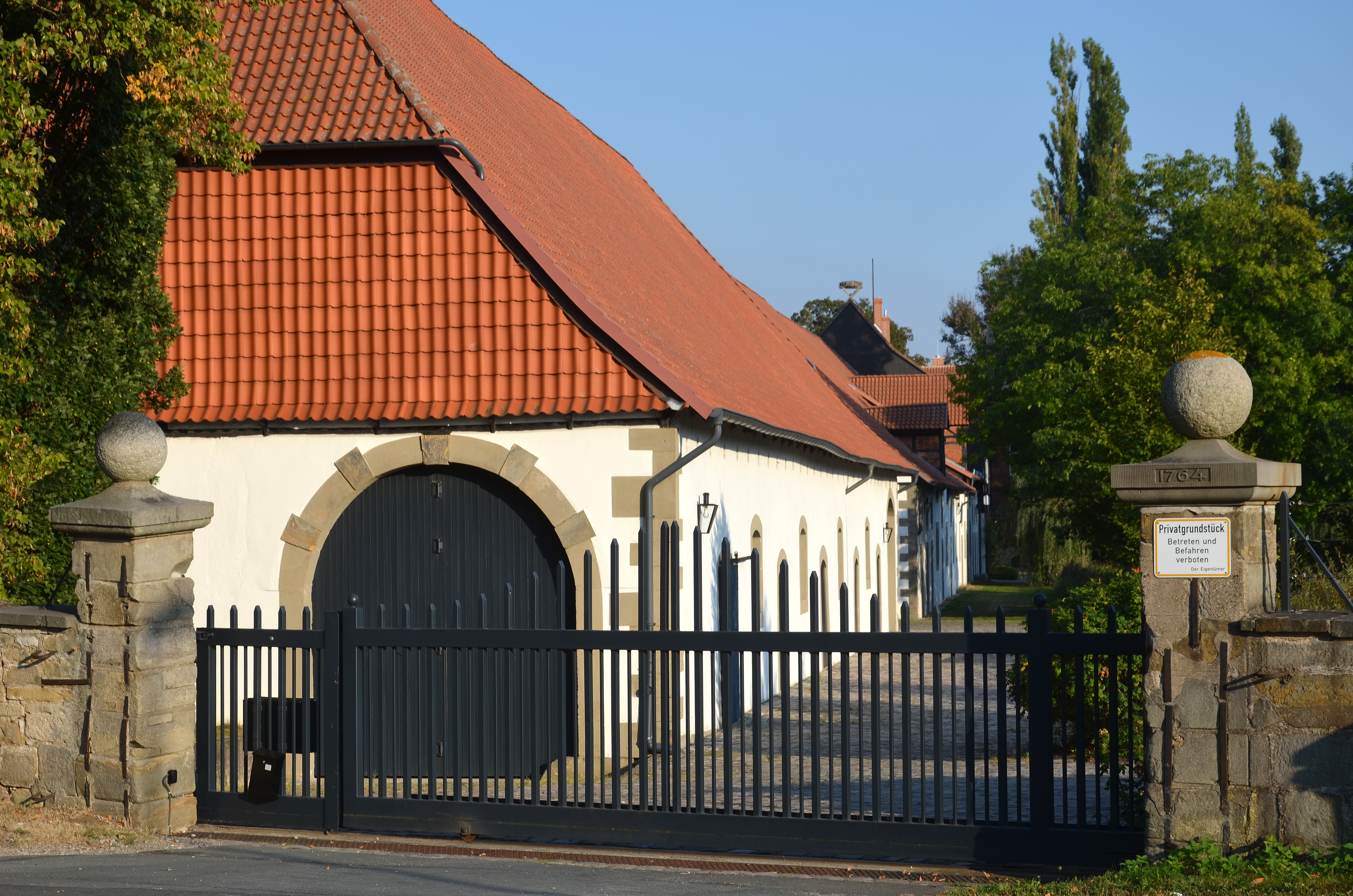
Die 1764 datierte Hofeinfahrt zur Domäne Calenberg an der Hauptstraße in Schulenburg

Die Domäne Calenberg, auch Neues Calenberg oder Domäne Schulenburg genannt, ist eine denkmalgeschützte ehemalige Staatsdomäne in Schulenburg unter der Adresse Hauptstraße 1 des Ortes in der Region Hannover. Die teilweise im 17. Jahrhundert errichteten ursprünglich landesfürstlichen und ab 1866 staatlichen Gebäude des vormaligen Gutshofes gelangten nach 1920 wieder in den Besitz der Welfenfamilie, die den Domänenbetrieb in Hausgut Calenberg umbenannte und die zugehörigen Ländereien bis heute bewirtschaftet. Die Gesamtanlage liegt unmittelbar an den Rad- und Wanderwegen Leine-Heide-Radweg, Regionsring und dem zwischen dem Rathaus in Pattensen und dem Schloss Marienburg ausgebauten Welfenweg.

## Geschichte

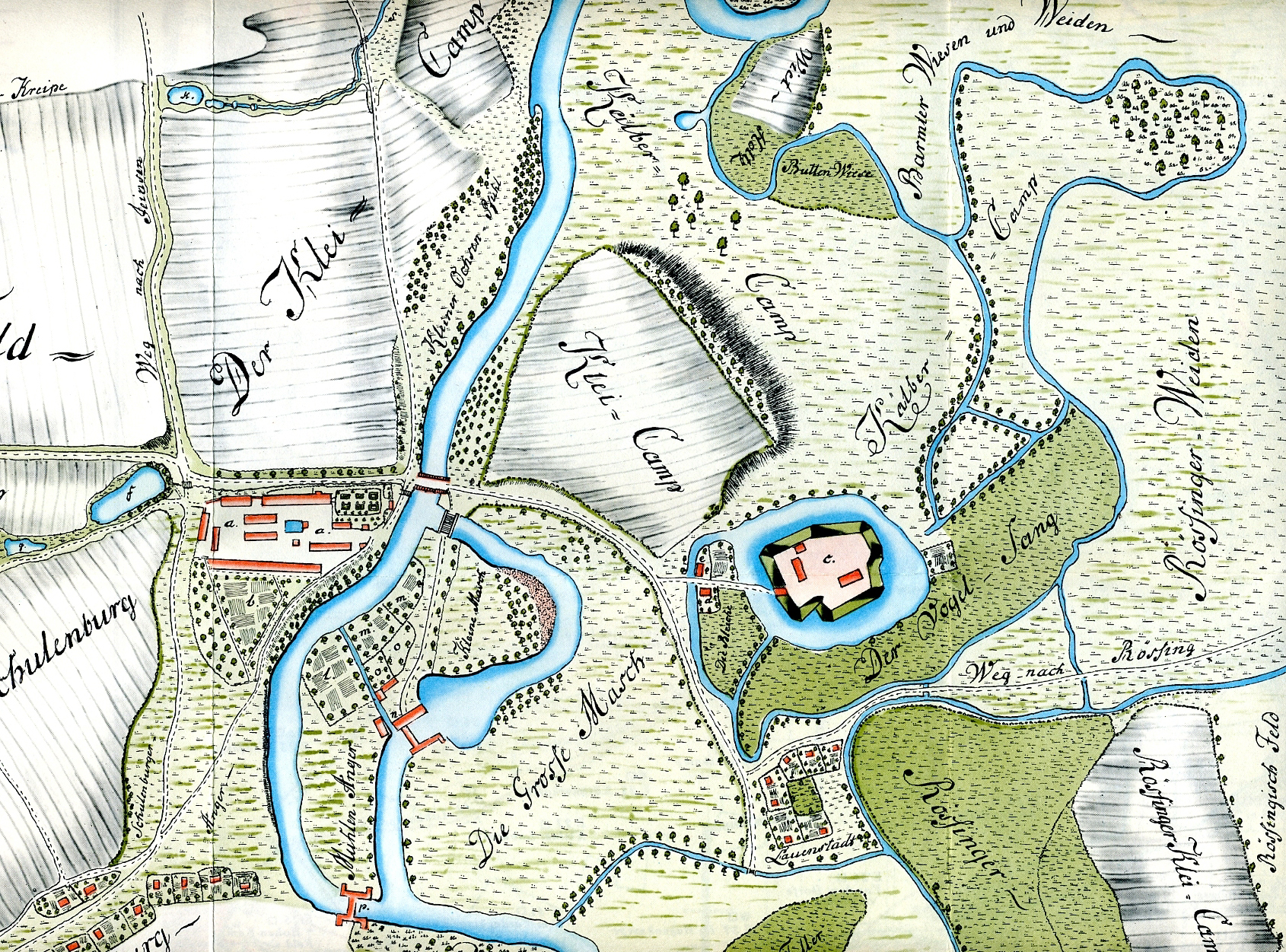
Die Domäne Calenberg (in der Bildmitte links) an der Leine in Schulenburg westlich der ehemaligen Feste Calenberg;
1771 von Joh. Christoph Ludewieg Clodius angefertigte Kopie einer Karte; „Abzeichnung der Zu den Amts Calenbergischen Haushalt gehörigen Pacht-Stücke“

Die ersten Gebäude der Domäne Schulenburg wurden um das Jahr 1660 als Wirtschaftshof für die wenige hundert Meter entfernte Burg Calenberg errichtet, von der das welfische Fürstentum Calenberg den Namen trug. Mit der Annexion des Königreichs Hannover durch Preußen 1866 gingen sämtliche königlichen Domänen in preußischen Staatsbesitz über. Das an die barocken Fachwerk-Hofgebäude angebaute Haupthaus aus rotem Backstein entstand in preußischer Zeit als Domänenverwalterhaus.
Aufgrund eines Vergleichs über die Fürstenenteignung ging die Domäne mit ihren zugehörigen Ländereien nach 1920 „[...] in den Besitz der Prinzen von Hannover über.“ Neuer Besitzer wurde der 1918 entthronte Herzog Ernst August von Braunschweig, der jedoch zunächst im Exil auf dem österreichischen Schloss Cumberland lebte und 1924 noch weiteren Grundbesitz in Deutschland zurückerhielt. Ab 1930 lebte die Familie daher bis zur Vertreibung 1945 auf Schloss Blankenburg und danach auf dem nahe der Domäne Calenberg gelegenen Schloss Marienburg. Mit der Übernahme durch das Welfenhaus wurde der Betrieb von einer Staatsdomäne zum „Hausgut“, im Unterschied zu einem in der Calenberger Ritterschaft immatrikulierten Rittergut also zum Besitz des vormals regierenden Königshauses.
Von 1866 bis 1956 bewirtschaftete die Domäne bzw. das Hausgut Calenberg im Wege einer Erbpachtregelung die Familie von Bandel. Bandels waren im Anhaltischen beheimatet, wo ihnen das Gut Dröbel bei Bernburg gehörte. Erster Pächter war der preußische Amtsrat Julius von Bandel (1847–1899). Ihm folgte sein zweitältester Sohn, Rittmeister Hans von Bandel (1882–1963), dessen einziger Sohn und potentieller Erbe, Rittmeister Henning von Bandel (1917–1944), im Zweiten Weltkrieg gefallen ist. Julius und Hans von Bandel sind mit Familienangehörigen auf dem neuen Friedhof in Jeinsen bestattet.
1957 verlegte der älteste Sohn des Herzogs, Ernst August von Hannover (1914–1987), seinen Wohnsitz auf das Hausgut Calenberg. Seine Kinder, darunter der 1954 geborene Ernst August von Hannover, verbrachten ihre Kindheit auf dem teilweise mit Fachwerkbauten ausgestatteten Gutshof und besuchten die Grundschule in Schulenburg. Zuletzt wurde das Haupthaus von der Witwe des 1987 verstorbenen Ernst August, Monika Prinzessin von Hannover, bewohnt.
2004 übertrug Ernst August von Hannover den Besitz seinem ältesten, 1983 geborenen gleichnamigen Sohn Ernst August von Hannover. Der bevollmächtigte Verwalter Mauritz von Reden verkaufte die rund vier Hektar große Fläche des Gehöfts mit zahlreichen Wohn- und Wirtschaftsgebäuden im Jahr 2011 - angeblich ohne Absprache mit dem Erbprinzen - an eine Privatperson. Das zugehörige Gutsland von mehreren hundert Hektar Ackerfläche verblieb im Besitz des Prinzen und wird vom Schloss Marienburg aus verwaltet. Es besteht eine Betriebsgemeinschaft mit dem Gut Leveste. Laut von Reden habe der Verkauf der Domäne Schulenburg auch einer Umstrukturierung des Erbprinzen gedient: Der Verkaufserlös floss in die neuen Bundesländer - „[...] wo das Haus von Hannover vor der Enteignung Schlösser und Ländereien“ besaß - und sollte dort in den Ausbau der in Blankenburg teilweise zurückerworbenen Land- und Forstwirtschaft investiert werden.

## Medienecho (Auswahl)
- N.N.: Wird die historische Domäne Calenberg bald von Industrieanlagen eingekreist? auf der Seite der leineblitz.de vom 19. März 2014